# Гервинус, Георг Готфрид
Георг Готфрид Гервинус (нем. Georg Gottfried Gervinus; 20 мая 1805, Дармштадт — 18 марта 1871, Гейдельберг) — немецкий историк, литературовед, либеральный политик. Известен своими трудами по истории немецкой поэзии и исследованиями творчества Шекспира.

## Биография
Учился в Гиссенском, а затем в Гейдельбергском университете. В последнем слушал лекции Фридриха Шлоссера, ставшего для него авторитетом в науке. С 1828 года преподавал в частной школе во Франкфурте, с 1830 года — приват-доцент в Гейдельберге. В дальнейшем — профессор Гёттингенского университета. В 1837 году в составе так называемой Геттингенской семерки выступил с протестом против отмены конституции королевства Ганновер. Позднее преподавал в Гейдельберге, Дармштадте и Риме. В период национального подъёма издавал либерально-патриотическую газету Deutsche Zeitung (1847—1850). Выступал за объединение страны. В 1848 году был избран во Франкфуртское национальное собрание, после его роспуска в 1849 году отошёл от активной политической жизни, сосредоточившись на академических занятиях.

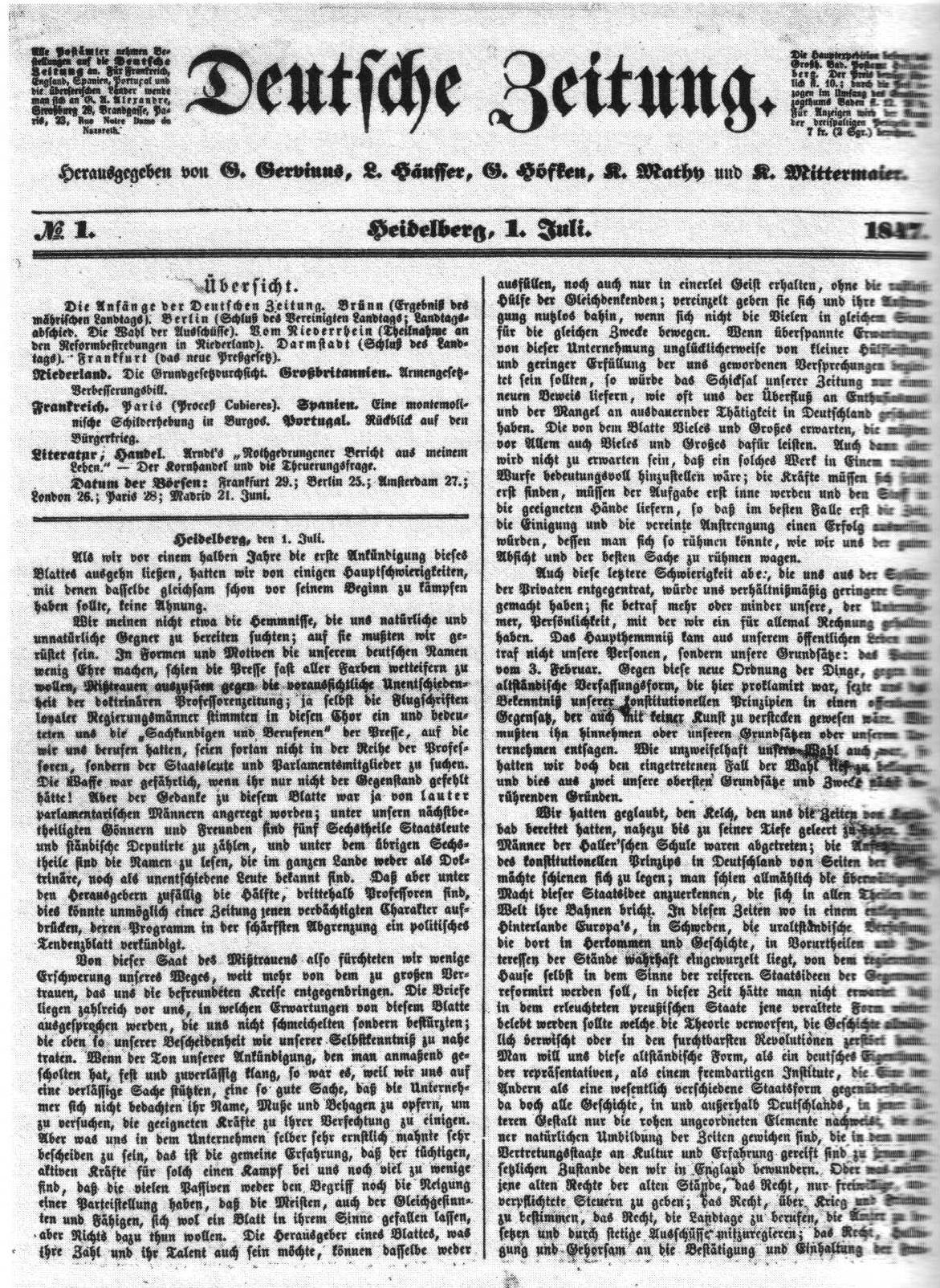
Номер Deutsche Zeitung от 1 июля 1847 года

Славу Гервинуса составила пятитомная «История национальной поэтической литературы немцев» (1835—1842) — первая историческая панорама немецкой словесности, надолго задавшая в Германии систему представлений о национальной литературе и оценок её ключевых фигур, прежде всего Иоганна Вольфганга Гёте и Фридриха Шиллера. Позднее эта работа Гервинуса многократно переиздавалась под названием «История немецкой поэзии».
В дальнейшем одним из главных предметов интереса Гервинуса стал Уильям Шекспир: ему посвящена четырёхтомная монография учёного (1849—1852), а также труд «Гендель и Шекспир» (1868).
Автобиография Гервинуса, написанная им в 1860 и опубликованная в 1893 году его вдовой, охватывает жизнь историка до 1836 года.

## Семья
В 1836 году Гервинус женился на юной Виктории Шельфер (1820—1893), дочери медика, ботаника и натурфилософа Франца Иосифа Шельфера (1778—1832).

## Труды
- Geschichte der poetischen National-Literatur der Deutschen (1835—1842)
- Grundzüge der Historik (1837)
- Shakespeare (1849—1850, рус. пер. 1877)
- Einleitung in die Geschichte des neunzehnten Jahrhunderts (1853, рус. пер. 1864)
- Geschichte des neunzehnten Jahrhunderts seit den Wiener Verträgen (1855—1866)
- Händel und Shakespeare, zur Asthetik der Tonkunst (1868)
- G. G. Gervinus Leben. Von ihm selbst, 1860 (1893)

## Признание
Член Баварской академии наук (с 1863).